# Siu Black
Siu Black o Negro (nacida en Pleitonghia Comuna, cerca de la ciudad de Kontum en la provincia de Kon Tum, Vietnam del Sur, 27 de agosto de 1967) es una destacada cantante popular vietnamita a partir de las tierras altas centrales. Ella es miembro de la Ba Na (Bahnar) un grupo étnico. Se graduó de la Escuela de Artes de Dac Lac y se unió a la Troupe Dac Lac Artes en 1989. Luego trabajó en una Empresa de Electricidad de Kon Tum, en 1993 antes de encontrar el éxito como cantante. Ha sido tutelada por el cantante Gemido Y y ha grabado varias de las canciones de Nguyễn Cuong, y sus entregas han alcanzado gran popularidad. En 2007 se desempeñó como juez en el Vietnam Idol eun programa de televisión de la primera de Asia Idol de competencia, celebrada en Indonesia en diciembre de 2007, en representación de Vietnam Idol. A partir de septiembre de 2007, que sería la anfitriona de una comedia de variedades llamado Nhat ky 0 độ en HTV 9.